# Soler d'Avall (Llobera)
Soler d'Avall és una masia situada al municipi de Llobera, a la comarca catalana del Solsonès.